# モックタートルスープ
モックタートルスープ（英: mock turtle soup）とはイングランドのスープ料理。18世紀半ばにアオウミガメのスープの代用品、すなわち「ニセウミガメのスープ」として作られた。乱獲によってアオウミガメの肉が希少となったことで、仔牛の頭や脳等の副生肉によって味や食感を再現したものである。米国では元のウミガメのスープ以上に広く普及した。近年ではあまり見られなくなったが、シンシナティでは材料を挽肉に代えたものが食べ続けられている。ドイツのニーダーザクセン州においても伝統料理の一種で、代表的なイングランド料理とみなされている。

## 歴史
イングランドにおけるウミガメのスープは船乗りが西インド諸島からアオウミガメを数頭持ち帰ったのが始まりで、1720年代にはすでに存在しており、18世紀半ばには一般に普及していた。乱獲によってアオウミガメがほぼ絶滅したことで代用品としてモックタートルスープが生まれた。仔牛の頭のスープは食用ウミガメの輸入が始まる前から知られていた。19世紀末になるとモックタートルスープの缶詰が一般に販売されるようになり、「模倣品にご注意」という皮肉な注意書き付きで宣伝された。

## 作成法
ナターシャ・フロストはオンラインマガジン『アトラス・オブスキュラ』への寄稿で、モックタートルスープについて「家庭で調理するのはそれほど簡単ではない」と書いている。ウミガメの味や食感に近いとされる仔牛の頭を下処理したり、一晩がかりの工程を求めるレシピが多いためである。頭以外の食材には牛肉や固ゆで卵が用いられる。
ハンナ・グラスの料理書 The Art of Cookery Made Plain and Easy（→単純明快料理術）の1751年版は、仔牛の頭で作るスープを "To dress a mock turtle"（→ニセウミガメの捌き方）という見出しで掲載していた。1758年版では「モックタートルスープ」というレシピになった。1821年の書籍 Hamburgisches Koch-Buch oder vollständige Anweisung zum Kochen insonderheit für Hausfrauen in Hamburg und Niedersachsen（→ハンブルク料理書、またはハンブルクと低地ザクセンの主婦のための完全料理指南書）には "Falsche Schildkröte"（→ニセのカメ）としてマラガワイン、ブランデー、魚団子を用いるレシピが収録されていた。1845年の Modern Cookery for Private Families（→一般家庭のための現代料理）には「古風な」という形容詞付きのモックタートルスープのレシピが載っていた。1887年に米国ホワイトハウスで用いられていた料理書は、この料理にカイエンペッパー、レモン、メース、シェリー酒を用いていた。モックタートルスープのレシピは19世紀中盤から後半にかけて刊行された料理書の多くに見られる。

19世紀の人物でレシピ収集家のマーサ・ロイドは、著書 Household Book（→家政読本）で "Mrs. Fowle's Mock Turtle Soup"（→ファウル夫人のニセウミガメスープ）を以下のように紹介している。

大きめの仔牛の頭を用意する。湯剥きして毛を除去する。the horn（→角？ 突出部？ 鼻？）が柔らかくなるまで頭部を茹で、手指ほどの大きさに切り分ける。赤身の部分はなるべく除く。上質のマトンもしくは仔牛肉のブイヨンを3パイント用意し、マデイラ・ワイン半パイント、小さじ半杯ほどのタイム、コショウ、タマネギ大1個、細かく刻んだレモン皮1個分を加える。さらに細かく刻んだカキをその汁とともに1/4パイント、塩少々、タマネギ大2個分のしぼり汁、香草類、細かく切った仔牛の脳を入れる。これらすべてを1時間にわたって火にかけた後に、小さめの肉団子と固ゆで玉子の黄身を入れて食卓に運ぶ。

著名なシェフのヘストン・ブルーメンソールが2009年に発表した進化版のレシピでは、牛骨と牛テールからスープを取り、スターアニスと赤ワインを味付けに用いていた。

## イングランド
18世紀のイングランドにおいてウミガメのスープを供することは富の誇示であった。「ウミガメのスープ」という言葉自体が美食の同義語でもあった。あまり裕福ではない家庭では代わりにモックタートルスープが食べられた。モックタートルスープはそれ自体が人気の料理となり、食文化史のライターであるニール・バタリーによると「英国の古典料理」にまでなった。ハインツ社で市販品が生産されていたこともある。

## ドイツ
ドイツのオルデンブルク地方やアンマーラント地方では、ハノーファー王国と大英帝国の同君連合の時代に Mockturtlesuppe（モックトゥルトルズッペ）という名で伝えられ、代表的な英国料理と見なされている。

## 米国
アオウミガメは多くの国でスープの材料として重用されていたが、米国においてはほかのさまざまな在来種のカメが用いられた。一部の地域では現在でもカミツキガメをスープにする。同様に、モックタートルスープのレシピでもカメの代わりの肉は多様である。英国同様の副生肉のほか、牛肉や牛ひき肉を煮込んで用いることが多いが、ワニ肉を用いるレシピもある。モックタートルスープは米国大統領エイブラハム・リンカーンの1度目の就任式において晩餐会のメニューに入っていた。また、ウォルドルフ＝アストリア、セントリージス、プラザのような名門ホテルでも提供されていた。ホワイトハウスで使用される1887年の料理書にもレシピが収録されていた。モックタートルスープはやがて元のタートルスープよりも人気で上回るまでになり、19世紀から20世紀初頭にかけては多くのメニューに載せられていたが、1960年代になると一般に提供される料理ではなくなった。人気があった時期には古典的なコンフォート・フードと見なされており、「どの食卓にも上る」と評されていた。
シンシナティでは現在でもモックタートルスープが一般に食べられている。この地域で肉屋を営んでいたフィル・ハウクという人物は、販売していたモックタートルスープが人気を集めたことでスープ専業に転じ、1920年に食品ブランドのワースモアを設立した。同社は現在でもモックタートルスープを製造している唯一の存在である。1900年代の初め、シンシナティのオーヴァー・ザ・ライン地区では、ドイツ系移民のサルーンにおいて、ビールを注文した客にはモックタートルスープが無料で提供されていた（フリーランチ）。1980年時点でも、オーヴァー・ザ・ライン地区やウェストサイドの多くの料理店がモックタートルスープを出していた。2021年にも地元の料理店のメニューのほか肉屋、フェスティバルやスポーツイベントで見ることができる。NFLチーム、シンシナティ・ベンガルズのオーナーであるマイク・ブラウンは毎年恒例のメディアデーでモックタートルスープをふるまっている。シンシナティの食文化史研究者ダン・ウーラートは、モックタートルスープ、シンシナティ・チリ、ゲッタが地元の名物料理の「聖なる三位一体」だと評価している。
キャンベル・スープ・カンパニーは仔牛の頭を材料にした濃縮モックタートルスープの缶詰を製造していたが、1960年までに生産を打ち切った。アンディ・ウォーホルは1962年にデイビッド・ブルドンが行ったインタビューの中でキャンベルの廃盤商品に言及し、モックタートルスープが好物だったと述べている。

## 大衆文化において

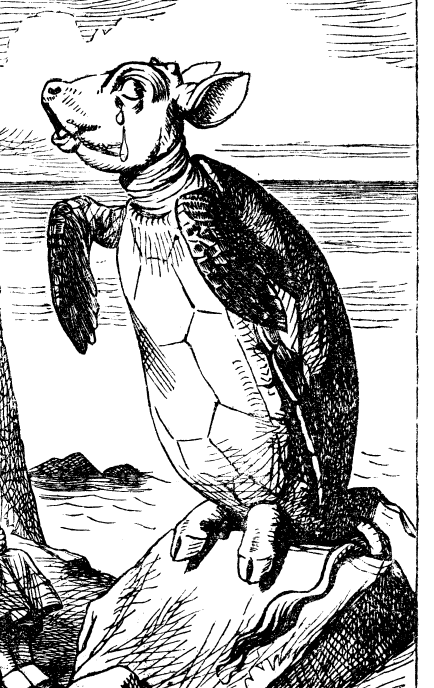
ジョン・テニエルが描いた代用ウミガメ。

ルイス・キャロルによる1865年の児童書『不思議の国のアリス』には「代用ウミガメ (Mock Turtle)」というキャラクターが登場する。作中で「モックタートルスープの材料」と呼ばれる動物で、ウミガメの胴体と前脚を持ち、頭、尾、後脚は仔牛のものである。
2000年代のテレビドラマ『ギルモア・ガールズ』の登場人物リチャード・ギルモアは、母親が亡くなった直後に、思い出の料理であるモックタートルスープを食べたいと望む。

テレビドラマ Are You Being Served?第7シーズン第6エピソード（1979年）では、百貨店の社員食堂でストライキが起き、衣料品売り場担当の主要登場人物たちがスタッフの代わりを務めるが、百貨店オーナーが注文したモックタートルスープにカエルを混入させてしまう。